# 弦楽四重奏曲第44番 (ハイドン)
弦楽四重奏曲第44番 変ロ長調 作品50-1 Hob. III: 44 は、フランツ・ヨーゼフ・ハイドンが1787年に作曲した弦楽四重奏曲。「プロシア四重奏曲 第1番」とも呼ばれる。

## 概要
この曲を含む作品50の弦楽四重奏曲集は、モーツァルトに6曲の弦楽四重奏曲を依頼し、ベートーヴェンが2曲のチェロソナタを献呈されたプロシア王フリードリヒ・ヴィルヘルム2世に捧げられたため「プロシア四重奏曲」の愛称で親しまれているが、ハイドン自身は当初、この作品集を献呈するつもりはなく、ヴィルヘルム2世には出版社の一存により「十字架上のキリストの最後の7つの言葉」が献呈される予定であったが、それを知ったハイドンが宗教的な作品を献呈するのは非常識であるとして、急遽この作品集を献呈するよう取り計らったということが資料で判明している。
この弦楽四重奏曲集は1784年にはすでに楽譜購入予約が先行されており、作品完成の3年も前にこのように予約がされたということは当時のハイドンの人気の高さを物語っている。

## 構成
全4楽章。
- 第1楽章 アレグロ
変ロ長調、2分の2拍子、ソナタ形式。
- 第2楽章 アダージョ・ノン・レント
変ホ長調、8分の6拍子、変奏曲形式。

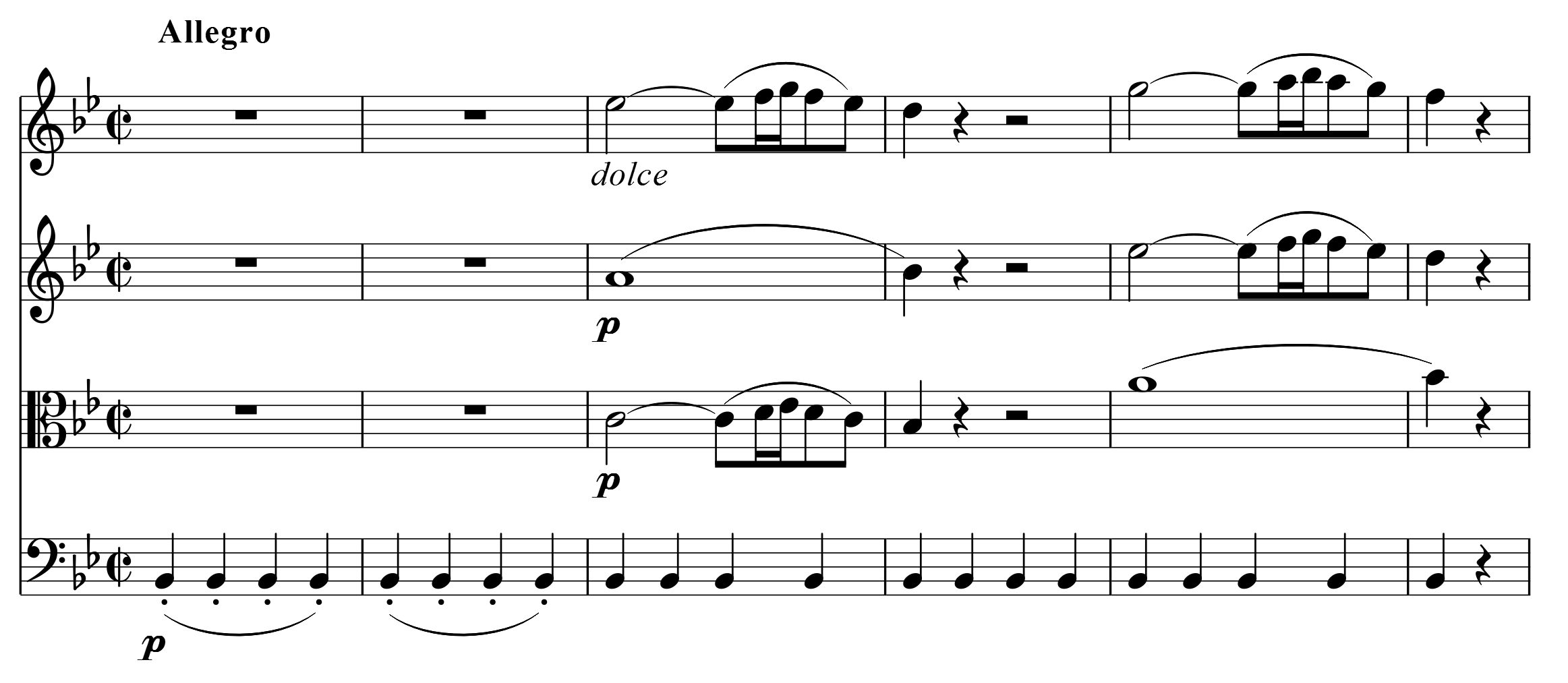
第1楽章の冒頭部分。

- 第3楽章 メヌエット (ポーコ・アレグレット) - トリオ
変ロ長調、3分の4拍子。
- 第4楽章 フィナーレ：ヴィヴァーチェ
変ロ長調、4分の2拍子、ソナタ形式（またはロンド形式）。